# Betsy Nagelsen
Pour les articles homonymes, voir Nagelsen.
Betsy Nagelsen (née le 23 octobre 1956 à St. Petersburg) est une joueuse de tennis américaine.
Elle a commencé sa carrière professionnelle en 1973, année où elle a été numéro un mondiale junior.
En 1978, elle a joué la finale de l'Open d'Australie, s'inclinant contre Chris O'Neil. Il s'agit là de sa meilleure performance en simple dans un tournoi du Grand Chelem.
À près de quarante ans, en 1996, elle a participé au double dames à Wimbledon, aux côtés de Monica Seles : il s'agit de sa dernière apparition en compétition officielle.
Betsy Nagelsen a gagné 30 titres WTA, dont quatre en simple.
Plus tard, elle a commenté des matchs de tennis pour la télévision sur les chaînes américaines ABC, ESPN et Channel Nine en Australie.
Elle est l'épouse de l'homme d'affaires Mark McCormack, le créateur d'IMG, avec qui elle a fondé le McCormack-Nagelsen Tennis Center au sein du très select Collège de William et Mary en Virginie.

## Palmarès

### Titres en simple dames
| No | Date       | Nom et lieu du tournoi                      | Catégorie      | Dotation | Surface         | Finaliste         | Score         |          |
| -- | ---------- | ------------------------------------------- | -------------- | -------- | --------------- | ----------------- | ------------- | -------- |
| 1  | 15-10-1979 | Borden Classic, Kyoto                       | Colgate Series | 35 000 $ | Dur (ext.)      | Naoko Sato        | 6-3, 6-4      | Parcours |
| 2  | 22-10-1979 | Hit-Union Japan Open, Tokyo                 | Colgate Series | 35 000 $ | Moquette (int.) | Naoko Sato        | 6-1, 3-6, 6-3 | Parcours |
| 3  | 09-02-1981 | Avon Futures of Columbus, Columbus (OH)     | Futures        | 30 000 $ | Dur (int.)      | Rene Blount       | 7-6, 6-4      | Parcours |
| 4  | 09-06-1981 | Surrey Grass Courts Championships, Surbiton | Toyota Series  | 50 000 $ | Gazon (ext.)    | Barbara Hallquist | 6-0, 6-4      | Parcours |

### Finales en simple dames
| No | Date       | Nom et lieu du tournoi                  | Catégorie      | Dotation  | Surface         | Vainqueure    | Score         |          |
| -- | ---------- | --------------------------------------- | -------------- | --------- | --------------- | ------------- | ------------- | -------- |
| 1  | 18-08-1974 | Virginia Slims of Newport, Newport (RI) | Virginia Slims | 30 000 $  | Gazon (ext.)    | Chris Evert   | 6-4, 6-3      | Parcours |
| 2  | 25-12-1978 | Australian Open, Melbourne              | G. Chelem      | 35 000 $  | Gazon (ext.)    | Chris O'Neil  | 6-3, 7-6      | Parcours |
| 3  | 17-09-1984 | Ginny of San Diego, San Diego           | VS Tour C1+    | 50 000 $  | Dur (ext.)      | Debbie Spence | 6-3, 6-7, 6-4 | Parcours |
| 4  | 10-06-1985 | Edgbaston Cup, Birmingham               | Category 2     | 125 000 $ | Gazon (ext.)    | Pam Shriver   | 6-1, 6-0      | Parcours |
| 5  | 20-01-1986 | Virginia Slims of Kansas, Wichita       |                | 75 000 $  | Moquette (int.) | Wendy White   | 6-1, 6-7, 6-2 | Parcours |

### Titres en double dames
| No | Date       | Nom et lieu du tournoi                       | Catégorie      | Dotation  | Surface         | Partenaire          | Finalistes                            | Score         |          |
| -- | ---------- | -------------------------------------------- | -------------- | --------- | --------------- | ------------------- | ------------------------------------- | ------------- | -------- |
| 1  | 05-07-1976 | Swiss Open Championships Gstaad              |                | NC        | Terre (ext.)    | Wendy Turnbull      | Brigitte Cuypers Annette Van Zyl      | 6-4, 6-4      | Parcours |
| 2  | 27-12-1976 | New South Wales Open Sydney                  | Colgate Series | 35 000 $  | Gazon (ext.)    | Helen Gourlay       | Dianne Fromholtz Renáta Tomanová      | 6-4, 6-1      | Parcours |
| 3  | 12-06-1977 | Scottish Championships Édimbourg             |                | NC        | Gazon (ext.)    | Julie Anthony       | Carrie Meyer Renáta Tomanová          | 6-1, 3-6, 6-1 | Parcours |
| 4  | 25-12-1978 | Australian Open Melbourne                    | G. Chelem      | 35 000 $  | Gazon (ext.)    | Renáta Tomanová     | Naoko Sato Pam Whytcross              | 7-5, 6-2      | Parcours |
| 5  | 22-10-1979 | Hit-Union Japan Open Tokyo                   | Colgate Series | 35 000 $  | Moquette (int.) | Penny Johnson       | Yu Li-Qiao Chen Chuan                 | 3-6, 6-4, 7-6 | Parcours |
| 6  | 24-11-1980 | Toyota Australian Open Melbourne             | G. Chelem      | 200 000 $ | Gazon (ext.)    | Martina Navrátilová | Ann Kiyomura Candy Reynolds           | 6-4, 6-4      | Parcours |
| 7  | 21-09-1981 | Toyota Classic Atlanta                       |                | 75 000 $  | Moquette (int.) | Laura duPont        | Rosie Casals Candy Reynolds           | 6-4, 7-5      | Parcours |
| 8  | 09-08-1982 | Toyota Classic Atlanta                       | Series 3       | 100 000 $ | Dur (ext.)      | Kathy Jordan        | Chris Evert Billie Jean King          | 4-6, 7-6, 7-6 | Parcours |
| 9  | 12-03-1984 | Virginia Slims of Florida Palm Beach Gardens | VS Tour C3     | 150 000 $ | Terre (ext.)    | Anne White          | Rosalyn Fairbank Candy Reynolds       | 2-6, 6-2, 6-2 | Parcours |
| 10 | 17-09-1984 | Ginny of San Diego San Diego                 | VS Tour C1+    | 50 000 $  | Dur (ext.)      | Paula Smith         | Terry Holladay Iwona Kuczyńska        | 6-2, 6-4      | Parcours |
| 11 | 08-10-1984 | Japan Open Tokyo                             |                | 50 000 $  | Dur (ext.)      | Candy Reynolds      | Emilse Raponi Adriana Villagrán       | 6-3, 6-2      | Parcours |
| 12 | 31-12-1984 | Ginny Championships Port Sainte-Lucie        |                | NC        | Dur (int.)      | Paula Smith         | Christiane Jolissaint Marcella Mesker | 6-3, 6-4      | Parcours |
| 13 | 24-03-1986 | Virginia Slims of Arizona Phoenix            |                | 75 000 $  | Dur (int.)      | Susan Mascarin      | Linda Gates Alycia Moulton            | 6-3, 5-7, 6-4 | Parcours |
| 14 | 19-05-1986 | European Open Lugano                         |                | 100 000 $ | Terre (ext.)    | Elise Burgin        | Jenny Byrne Janine Thompson           | 6-2, 6-3      | Parcours |
| 15 | 18-08-1986 | United Jersey Bank Classic Mahwah            |                | 150 000 $ | Dur (ext.)      | Elizabeth Smylie    | Steffi Graf Helena Suková             | 7-6, 6-3      | Parcours |
| 16 | 05-01-1987 | Family Circle Open Sydney                    |                | 150 000 $ | Gazon (ext.)    | Elizabeth Smylie    | Jenny Byrne Janine Thompson           | 6-7, 7-5, 6-1 | Parcours |
| 17 | 13-04-1987 | Suntory Japan Open Tokyo                     |                | 75 000 $  | Dur (ext.)      | Kathy Jordan        | Sandy Collins Sharon Walsh-Pete       | 6-3, 7-5      | Parcours |
| 18 | 18-05-1987 | European Open Genève                         |                | 100 000 $ | Terre (ext.)    | Elizabeth Smylie    | Laura Arraya Catherine Tanvier        | 4-6, 6-4, 6-3 | Parcours |
| 19 | 28-12-1987 | Ariadne Classic Brisbane                     | Tier V         | 150 000 $ | Gazon (ext.)    | Pam Shriver         | Claudia Kohde-Kilsch Helena Suková    | 2-6, 7-5, 6-2 | Parcours |
| 20 | 25-10-1988 | Brighton International Brighton              | Tier III       | 250 000 $ | Moquette (int.) | Lori McNeil         | Isabelle Demongeot Nathalie Tauziat   | 7-6, 2-6, 7-6 | Parcours |
| 21 | 07-11-1988 | Virginia Slims of Chicago Chicago            | Tier III       | 250 000 $ | Moquette (int.) | Lori McNeil         | Larisa Savchenko Natasha Zvereva      | 6-4, 3-6, 6-4 | Parcours |
| 22 | 13-02-1989 | Virginia Slims of Washington Fairfax         | Tier II        | 300 000 $ | Moquette (int.) | Pam Shriver         | Natasha Zvereva Larisa Savchenko      | 6-2, 6-3      | Parcours |
| 23 | 27-02-1989 | Virginia Slims of Oklahoma Oklahoma City     | Tier V         | 100 000 $ | Dur (int.)      | Lori McNeil         | Elise Burgin Elizabeth Smylie         | Forfait       | Parcours |
| 24 | 18-09-1989 | Virginia Slims of Dallas Dallas              | Tier III       | 250 000 $ | Moquette (int.) | Mary Joe Fernández  | Elise Burgin Rosalyn Fairbank         | 7-6, 6-3      | Parcours |
| 25 | 30-07-1990 | Canadian Open Montréal                       | Tier I         | 500 000 $ | Dur (ext.)      | Gabriela Sabatini   | Helen Kelesi Raffaella Reggi          | 3-6, 6-2, 6-2 | Parcours |

### Finales en double dames
| No | Date       | Nom et lieu du tournoi                            | Catégorie      | Dotation    | Surface         | Vainqueures                        | Partenaire         | Score         |          |
| -- | ---------- | ------------------------------------------------- | -------------- | ----------- | --------------- | ---------------------------------- | ------------------ | ------------- | -------- |
| 1  | 10-06-1974 | Green Shield Kent Championships Beckenham         |                | NC          | Gazon (ext.)    | Greer Stevens Rowena Whitehouse    | Sally Greer        | 6-2, 6-4      | Parcours |
| 2  | 03-01-1977 | Marlboro Australian Open Melbourne                | G. Chelem      | NC          | Gazon (ext.)    | Dianne Fromholtz Helen Gourlay     | Kerry Reid         | 5-7, 6-1, 7-5 | Parcours |
| 3  | 22-05-1978 | Italian Open Rome                                 | Colgate Series | 35 000 $    | Terre (ext.)    | Mima Jaušovec Virginia Ruzici      | Florenta Mihai     | 6-2, 2-6, 7-5 | Parcours |
| 4  | 11-08-1980 | Player’s Canadian Open Toronto                    |                | 150 000 $   | Dur (ext.)      | Andrea Jaeger Regina Maršíková     | Ann Kiyomura       | 6-1, 6-3      | Parcours |
| 5  | 16-11-1981 | National Panasonic Open Perth                     |                | 125 000 $   | Gazon (ext.)    | Barbara Potter Sharon Walsh        | Candy Reynolds     | 6-4, 6-2      | Parcours |
| 6  | 08-08-1983 | Virginia Slims of Los Angeles Manhattan Beach     |                | 150 000 $   | Dur (ext.)      | Martina Navrátilová Pam Shriver    | Virginia Ruzici    | 6-1, 6-0      | Parcours |
| 7  | 02-04-1984 | USTA of Miami Miami                               | VS Tour C1     | 50 000 $    | Terre (ext.)    | Pat Medrado Yvonne Vermaak         | Janet Newberry     | 6-3, 6-3      | Parcours |
| 8  | 05-04-1985 | Bridgestone Doubles Tokyo                         |                | 175 000 $   | Moquette (int.) | Kathy Jordan Elizabeth Smylie      | Anne White         | 4-6, 7-5, 6-2 | Parcours |
| 9  | 27-01-1986 | Virginia Slims of Florida Key Biscayne            |                | 250 000 $   | Dur (ext.)      | Kathy Jordan Elizabeth Smylie      | Barbara Potter     | 7-6, 2-6, 6-2 | Parcours |
| 10 | 13-10-1986 | Japan Open Tokyo                                  |                | 50 000 $    | Dur (ext.)      | Sandy Collins Sharon Walsh-Pete    | Susan Mascarin     | 6-1, 6-2      | Parcours |
| 11 | 29-12-1986 | Jason 2000 Classic Brisbane                       |                | 150 000 $   | Gazon (ext.)    | Hana Mandlíková Wendy Turnbull     | Elizabeth Smylie   | 6-4, 6-3      | Parcours |
| 12 | 23-03-1987 | US Indoors Piscataway                             |                | 150 000 $   | Moquette (int.) | Gigi Fernández Lori McNeil         | Elizabeth Smylie   | 6-1, 6-4      | Parcours |
| 13 | 22-06-1987 | The Championships Wimbledon                       | G. Chelem      | 1 354 530 $ | Gazon (ext.)    | Claudia Kohde-Kilsch Helena Suková | Elizabeth Smylie   | 7-5, 7-5      | Parcours |
| 14 | 01-08-1988 | Virginia Slims of San Diego San Diego             | Tier V         | 100 000 $   | Dur (ext.)      | Patty Fendick Jill Hetherington    | Dinky Van Rensburg | 7-6, 6-4      | Parcours |
| 15 | 03-10-1988 | Virginia Slims of New Orleans La Nouvelle-Orléans | Tier III       | 250 000 $   | Dur (ext.)      | Beth Herr Candy Reynolds           | Lori McNeil        | 6-4, 6-4      | Parcours |
| 16 | 16-03-1990 | Lipton International Championships Miami          | Tier I         | 750 000 $   | Dur (ext.)      | Jana Novotná Helena Suková         | Robin White        | 6-4, 6-3      | Parcours |
| 17 | 21-05-1990 | Geneva European Open Genève                       | Tier IV        | 150 000 $   | Terre (ext.)    | Louise Field Dinky Van Rensburg    | Elise Burgin       | 5-7, 7-6, 7-5 | Parcours |

### Finale en double mixte
| No | Date       | Nom et lieu du tournoi   | Catégorie | Dotation    | Surface    | Vainqueures                        | Partenaire    | Score         |          |
| -- | ---------- | ------------------------ | --------- | ----------- | ---------- | ---------------------------------- | ------------- | ------------- | -------- |
| 1  | 31-08-1987 | US Open Flushing Meadows | G. Chelem | 1 757 958 $ | Dur (ext.) | Martina Navrátilová Emilio Sánchez | Paul Annacone | 6-4, 6-7, 7-6 | Parcours |

## Parcours en Grand Chelem

### En simple dames
| Année | Open d'Australie (janvier) | Open d'Australie (janvier) | Internationaux de France | Internationaux de France | Wimbledon       | Wimbledon            | US Open         | US Open             | Open d'Australie (décembre) | Open d'Australie (décembre) |
| ----- | -------------------------- | -------------------------- | ------------------------ | ------------------------ | --------------- | -------------------- | --------------- | ------------------- | --------------------------- | --------------------------- |
| 1974  | -                          | -                          | 1er tour (1/32)          | Virginia Ruzici          | 3e tour (1/16)  | Virginia Wade        | 3e tour (1/8)   | Billie Jean King    | n/a                         | n/a                         |
| 1975  | -                          | -                          | 2e tour (1/16)           | Éva Szabó                | 2e tour (1/32)  | Betty Stöve          | -               | -                   | n/a                         | n/a                         |
| 1976  | -                          | -                          | 1er tour (1/32)          | Renáta Tomanová          | 1er tour (1/64) | Betty Stöve          | 3e tour (1/16)  | Janet Newberry      | n/a                         | n/a                         |
| 1977  | 1er tour (1/16)            | Nerida Gregory             | -                        | -                        | 2e tour (1/32)  | Virginia Wade        | 1er tour (1/64) | Rosie Casals        | -                           | -                           |
| 1978  | n/a                        | n/a                        | 2e tour (1/16)           | Mima Jaušovec            | 2e tour (1/32)  | Tracy Austin         | 1er tour (1/64) | Kathy Jordan        | Finale                      | Chris O'Neil                |
| 1979  | n/a                        | n/a                        | -                        | -                        | 2e tour (1/32)  | Mary Carillo         | 1er tour (1/64) | Sylvia Hanika       | -                           | -                           |
| 1980  | n/a                        | n/a                        | 1er tour (1/32)          | Nina Bohm                | 3e tour (1/16)  | Virginia Wade        | 3e tour (1/16)  | Andrea Jaeger       | 3e tour (1/8)               | Martina Navrátilová         |
| 1981  | n/a                        | n/a                        | 1er tour (1/64)          | Wendy White              | 4e tour (1/8)   | Martina Navrátilová  | 2e tour (1/32)  | Tracy Austin        | 2e tour (1/16)              | Kathy Jordan                |
| 1982  | n/a                        | n/a                        | 1er tour (1/64)          | Susan Leo                | 2e tour (1/32)  | Kathy Rinaldi        | 1er tour (1/64) | Alycia Moulton      | -                           | -                           |
| 1983  | n/a                        | n/a                        | 1er tour (1/64)          | Lucia Romanov            | 3e tour (1/16)  | Kathy Rinaldi        | 1er tour (1/64) | Andrea Jaeger       | 2e tour (1/16)              | Helena Suková               |
| 1984  | n/a                        | n/a                        | 1er tour (1/64)          | Elena Eliseenko          | 2e tour (1/32)  | Chris Evert          | 1er tour (1/64) | Andrea Leand        | 1er tour (1/32)             | Bettina Bunge               |
| 1985  | n/a                        | n/a                        | 1er tour (1/64)          | Angelikí Kanellopoúlou   | 1er tour (1/64) | Claudia Kohde-Kilsch | 1er tour (1/64) | Rosie Casals        | 2e tour (1/16)              | Chris Evert                 |
| 1986  | n/a                        | n/a                        | 1er tour (1/64)          | Terry Phelps             | 4e tour (1/8)   | Lori McNeil          | 2e tour (1/32)  | Martina Navrátilová | n/a                         | n/a                         |
| 1987  | 2e tour (1/32)             | Christiane Jolissaint      | -                        | -                        | 1er tour (1/64) | Alycia Moulton       | 2e tour (1/32)  | Isabelle Demongeot  | n/a                         | n/a                         |
| 1988  | 1er tour (1/64)            | Ann Henricksson            | -                        | -                        | 1er tour (1/64) | Iwona Kuczyńska      | 3e tour (1/16)  | Barbara Potter      | n/a                         | n/a                         |
| 1989  | -                          | -                          | -                        | -                        | 1er tour (1/64) | Maria Strandlund     | 2e tour (1/32)  | Leila Meskhi        | n/a                         | n/a                         |
| 1990  | -                          | -                          | 1er tour (1/64)          | Julie Halard             | 3e tour (1/16)  | Brenda Schultz       | -               | -                   | n/a                         | n/a                         |
| 1991  | -                          | -                          | -                        | -                        | 1er tour (1/64) | Elena Bryukhovets    | -               | -                   | n/a                         | n/a                         |

À droite du résultat, l’ultime adversaire.

### En double dames
| Année | Open d'Australie (janvier) | Open d'Australie (janvier) | Internationaux de France      | Internationaux de France   | Wimbledon                    | Wimbledon                   | US Open                      | US Open                     | Open d'Australie (décembre) | Open d'Australie (décembre) |
| ----- | -------------------------- | -------------------------- | ----------------------------- | -------------------------- | ---------------------------- | --------------------------- | ---------------------------- | --------------------------- | --------------------------- | --------------------------- |
| 1974  | -                          | -                          | -                             | -                          | 3e tour (1/8) Ann Kiyomura   | Chris Evert Olga Morozova   | 1er tour (1/16) Ann Kiyomura | L. Charles Sue Mappin       | n/a                         | n/a                         |
| 1975  | -                          | -                          | 1er tour (1/16) Linky Boshoff | J. Newberry Sharon Walsh   | 2e tour (1/16) Laurie Tenney | Chris Evert Navrátilová     | -                            | -                           | n/a                         | n/a                         |
| 1976  | -                          | -                          | -                             | -                          | 3e tour (1/8) J. Russell     | Chris Evert Navrátilová     | 3e tour (1/8) D. Fromholtz   | Olga Morozova Virginia Wade | n/a                         | n/a                         |
| 1977  | Finale Kerry Reid          | D. Fromholtz Helen Gourlay | -                             | -                          | 2e tour (1/16) Julie Anthony | Kerry Reid Greer Stevens    | 3e tour (1/8) D. Fromholtz   | L. Charles Sue Mappin       | -                           | -                           |
| 1978  | n/a                        | n/a                        | 1/4 de finale F. Mihai        | D. Marzano Paula Smith     | 2e tour (1/16) F. Mihai      | F. Dürr Virginia Wade       | 1/2 finale Pam Shriver       | Kerry Reid W. Turnbull      | Victoire R. Tomanová        | Naoko Sato Pam Whytcross    |
| 1979  | n/a                        | n/a                        | -                             | -                          | -                            | -                           | 3e tour (1/8) Pam Shriver    | Rosie Casals Chris Evert    | -                           | -                           |
| 1980  | n/a                        | n/a                        | 2e tour (1/8) Andrea Jaeger   | M. Blackwood Pam Whytcross | 2e tour (1/16) Andrea Jaeger | Rosie Casals W. Turnbull    | 3e tour (1/8) Ann Kiyomura   | Diane Desfor B. Hallquist   | Victoire Navrátilová        | Ann Kiyomura C. Reynolds    |
| 1981  | n/a                        | n/a                        | 1/2 finale Navrátilová        | C. Reynolds Paula Smith    | 2e tour (1/16) Leslie Allen  | Sue Barker Ann Kiyomura     | 3e tour (1/8) Ilana Kloss    | Rosie Casals W. Turnbull    | 1er tour (1/16) C. Reynolds | Chris Newton B. Remilton    |
| 1982  | n/a                        | n/a                        | 1/4 de finale Andrea Jaeger   | Rosie Casals W. Turnbull   | 2e tour (1/16) Andrea Jaeger | Y. Vermaak Nancy Yeargin    | -                            | -                           | -                           | -                           |
| 1983  | n/a                        | n/a                        | 3e tour (1/8) Virginia Wade   | Kathy Jordan Anne Smith    | 3e tour (1/8) Virginia Wade  | Navrátilová Pam Shriver     | 2e tour (1/16) H. Mandlíková | Louise Allen Gretchen Rush  | 1er tour (1/16) C. Bassett  | Jo Durie Ann Kiyomura       |
| 1984  | n/a                        | n/a                        | 1/4 de finale Mima Jaušovec   | B. Jordan E. Sayers        | 2e tour (1/16) Sherry Acker  | Kohde-Kilsch H. Mandlíková  | 1/2 finale Anne White        | Navrátilová Pam Shriver     | 2e tour (1/8) Anne White    | C. Bassett Zina Garrison    |
| 1985  | n/a                        | n/a                        | 1/2 finale Anne White         | Navrátilová Pam Shriver    | 3e tour (1/8) Anne White     | Kohde-Kilsch Helena Suková  | -                            | -                           | 1er tour (1/16) Paula Smith | R. Fairbank C. Reynolds     |
| 1986  | n/a                        | n/a                        | 2e tour (1/16) C. Reynolds    | K. Horvath R. Maršíková    | -                            | -                           | 3e tour (1/8) J. Russell     | Navrátilová Pam Shriver     | n/a                         | n/a                         |
| 1987  | 1er tour (1/16) E. Smylie  | C. Porwik M. Schropp       | 1/4 de finale E. Smylie       | Jenny Byrne Kathy Rinaldi  | Finale E. Smylie             | Kohde-Kilsch Helena Suková  | 1/2 finale Anne Hobbs        | Kathy Jordan E. Smylie      | n/a                         | n/a                         |
| 1988  | -                          | -                          | 3e tour (1/8) Lori McNeil     | N. Herreman P. Paradis     | 1/4 de finale Lori McNeil    | Katrina Adams Zina Garrison | 1/4 de finale Lori McNeil    | G. Fernández Robin White    | n/a                         | n/a                         |
| 1989  | -                          | -                          | 1er tour (1/32) J. Thompson   | Lise Gregory Gretchen Rush | 1er tour (1/32) Van Rensburg | Peanut Louie Wendy White    | 1/4 de finale Kathy Jordan   | MJ Fernández Pam Shriver    | n/a                         | n/a                         |
| 1990  | -                          | -                          | 3e tour (1/8) Monica Seles    | L. Neiland N. Zvereva      | -                            | -                           | -                            | -                           | n/a                         | n/a                         |
| 1991  | -                          | -                          | 1er tour (1/32) Jill Smoller  | Laura Garrone K. Kschwendt | -                            | -                           | -                            | -                           | n/a                         | n/a                         |
| 1992  | -                          | -                          | -                             | -                          | 2e tour (1/16) R. Fairbank   | Navrátilová Pam Shriver     | 1er tour (1/32) Mary Pierce  | Patty Fendick A. Strnadová  | n/a                         | n/a                         |
| 1993  | -                          | -                          | 1er tour (1/32) R. Fairbank   | C. Martínez A. Sánchez     | 1er tour (1/32) R. Fairbank  | Jo Durie C. Suire           | 1er tour (1/32) Iva Majoli   | A. Sánchez Helena Suková    | n/a                         | n/a                         |
| 1994  | -                          | -                          | 1er tour (1/32) Maja Murić    | A. Fusai M. Feistel        | 1er tour (1/32) Ann Grossman | Julie Halard N. Tauziat     | 2e tour (1/16) Sandy Collins | L. Neiland G. Sabatini      | n/a                         | n/a                         |
| 1995  | -                          | -                          | -                             | -                          | 1er tour (1/32) Robin White  | Elna Reinach Irina Spîrlea  | -                            | -                           | n/a                         | n/a                         |
| 1996  | -                          | -                          | -                             | -                          | 1er tour (1/32) Monica Seles | R. Fairbank Pam Shriver     | -                            | -                           | n/a                         | n/a                         |

Sous le résultat, la partenaire ; à droite, l’ultime équipe adverse.

### En double mixte
| Année | Open d'Australie (janvier), | Open d'Australie (janvier), | Internationaux de France     | Internationaux de France   | Wimbledon                     | Wimbledon                   | US Open                      | US Open                    | Open d'Australie (décembre), | Open d'Australie (décembre), |
| ----- | --------------------------- | --------------------------- | ---------------------------- | -------------------------- | ----------------------------- | --------------------------- | ---------------------------- | -------------------------- | ---------------------------- | ---------------------------- |
| 1976  | n/a                         | n/a                         | -                            | -                          | 1/4 de finale C. Dowdeswell   | Rosie Casals Dick Stockton  | 2e tour (1/8) Pat Cramer     | Betty Stöve Frew McMillan  | n/a                          | n/a                          |
| 1977  | n/a                         | n/a                         | -                            | -                          | 2e tour (1/16) Peter Fleming  | Pam Whytcross Cliff Letcher | 2e tour (1/8) George Hardie  | Kathy May Brian Teacher    | n/a                          | n/a                          |
| 1978  | n/a                         | n/a                         | 2e tour (1/8) Iván Molina    | B. Simon Yannick Noah      | -                             | -                           | 2e tour (1/16) C. Dowdeswell | B. J. King Ray Ruffels     | n/a                          | n/a                          |
| 1979  | n/a                         | n/a                         | -                            | -                          | 1/2 finale Kim Warwick        | Betty Stöve Frew McMillan   | 1er tour (1/16) Kim Warwick  | B. Hallquist Tom Leonard   | n/a                          | n/a                          |
| 1980  | n/a                         | n/a                         | -                            | -                          | 1er tour (1/32) F. González   | E. Little P. McNamara       | 1er tour (1/16) F. González  | Lucia Romanov S. Krulevitz | n/a                          | n/a                          |
| 1981  | n/a                         | n/a                         | 1/4 de finale Ricardo Ycaza  | P. Teeguarden F. González  | 2e tour (1/16) Rick Meyer     | Betty Stöve Frew McMillan   | 1er tour (1/16) Rick Meyer   | Paula Smith Mel Purcell    | n/a                          | n/a                          |
| 1983  | n/a                         | n/a                         | 2e tour (1/16) Cássio Motta  | Eva Pfaff D. Naegelen      | 2e tour (1/16) J. Fitzgerald  | P. Teeguarden B. Mitton     | -                            | -                          | n/a                          | n/a                          |
| 1984  | n/a                         | n/a                         | -                            | -                          | 1er tour (1/32) J. Fitzgerald | Anne White L. Stefanki      | 3e tour (1/8) Butch Walts    | E. Sayers J. Fitzgerald    | n/a                          | n/a                          |
| 1985  | n/a                         | n/a                         | -                            | -                          | 1/2 finale Scott Davis        | Navrátilová Paul McNamee    | -                            | -                          | n/a                          | n/a                          |
| 1986  | n/a                         | n/a                         | -                            | -                          | -                             | -                           | 2e tour (1/8) Scott Davis    | Jenny Byrne Darren Cahill  | n/a                          | n/a                          |
| 1987  | -                           | -                           | 3e tour (1/8) Guy Forget     | Henricksson M. Schapers    | 3e tour (1/8) Peter Fleming   | Tine Scheuer M. Mortensen   | Finale Paul Annacone         | Navrátilová E. Sánchez     | n/a                          | n/a                          |
| 1988  | -                           | -                           | 1/4 de finale Guy Forget     | M. Bollegraf Tom Nijssen   | 3e tour (1/8) Paul Annacone   | Nicole Provis Darren Cahill | 2e tour (1/8) Paul Annacone  | R. Fairbank T. Woodbridge  | n/a                          | n/a                          |
| 1989  | -                           | -                           | 1/4 de finale Sergio Casal   | M. Bollegraf Tom Nijssen   | 1/2 finale Rick Leach         | Jenny Byrne M. Kratzmann    | 1/4 de finale R. Båthman     | M. McGrath Rick Leach      | n/a                          | n/a                          |
| 1990  | -                           | -                           | 1er tour (1/32) Sergio Casal | A. Temesvári H. de la Peña | 1er tour (1/32) Henri Leconte | A. Sánchez Paul Annacone    | -                            | -                          | n/a                          | n/a                          |
| 1993  | -                           | -                           | -                            | -                          | 3e tour (1/8) R. Reneberg     | A. Sánchez T. Woodbridge    | 1er tour (1/16) Kelly Jones  | Elna Reinach Danie Visser  | n/a                          | n/a                          |
| 1994  | -                           | -                           | -                            | -                          | 1er tour (1/32) Gary Muller   | L. Davenport Grant Connell  | -                            | -                          | n/a                          | n/a                          |

Sous le résultat, le partenaire ; à droite, l’ultime équipe adverse.

## Parcours aux Masters

### En double dames
| # | Date       | Nom de l'édition                      | ($)       | Surface         | Résultat      | Partenaire  | Ultimes adversaires             | Score    |          |
| - | ---------- | ------------------------------------- | --------- | --------------- | ------------- | ----------- | ------------------------------- | -------- | -------- |
| 1 | 14/11/1988 | Virginia Slims Championships New York | 1 000 000 | Moquette (int.) | 1/4 de finale | Lori McNeil | Martina Navrátilová Pam Shriver | 6-3, 6-1 | Parcours |

## Classements WTA en fin de saison

### En simple
| Année | 1981 | 1982 | 1983 | 1986 | 1987 | 1988 | 1989 | 1990 | 1992 | 1993 |
| Rang  | 23   | 54   | 73   | 46   | 61   | 109  | 45   | 96   | 417  | 598  |

Source : (en) « Classements de Betsy Nagelsen », sur le site officiel du WTA Tour